# Марксистская концепция культуры
Марксистская концепция культуры — культурная концепция, созданная Карлом Марксом и Фридрихом Энгельсом, базирующаяся на понимании истории с материалистической точки зрения. Данная концепция рассматривает культуру во взаимосвязи с процессами производства материальных благ, а также с человеческим трудом, которые являются главными источниками общественного прогресса. К. Маркс в своей концепции развивает теорию Г. Гегеля. Это позволяет рассмотреть марксистскую концепцию культуры, как развитие классической философии.

## Краткое рассмотрение

### Понятие культуры
Уже в античный период понятие культуры было довольно распространено, особенно после применения его Цицероном по отношению к человеку. С вышеупомянутого момента культуру начали понимать, как образование и воспитание идеального человека и гражданина.
Данное понятие означает с одной стороны: формирование или результат формирования духовных и телесных способностей с использованием определённых упражнений, а с другой: определённую черту личности, которая является следствием просвещения в области здравого смысла, вкуса и критичности суждений. По сути, культурный человек способен добровольно самоограничивать себя, подчиняться моральным, религиозным, правовым и иным нормам. Впоследствии понятие культуры стало охватывать не только отдельного человека, но и общество в целом.
С годами данный термин использовался всё шире, а к концу XVII века вошёл в массовое употребление и обрёл новое самостоятельное значение. Немецкий юрист и историограф Самуэль фон Пуфендорф начал активно использовать данный термин в своих работах в контексте не сколько процесса, а столько результатов деятельности отдельного общественно значимого человека. Учёный противопоставляет человека культурного, или иначе говоря, воспитанного в обществе, человеку «естественному», необразованному.
Изыскания С. Пуфендорфа дали толчок к осмыслению понятия культуры, которое пришлось на начало эпохи Просвещения, когда условия жизни общества и человека трансформировались, что запустило процесс переосмысления ценности результатов трудовой деятельности человека. Роль человека стала определяющей в процессах эволюции производственной, научной сфер, а также явилась основанием переоценки понятия культуры, которое теперь стали рассматривать, как независимую сферу жизни человека и общество. Более того, появилась тенденция к характеризации образованности, воспитанности и просвещённости человека с использованием именно этого понятия.

### Культура с точки зрения Карла Маркса
Такой термин, как «марксистская культурология» следует рассматривать с точки зрения современной науки, поскольку идеологи марксизма не могли рассматривать себя с позиции культурологов, поскольку данной науки ещё не существовало, к тому же марксизм относил вопросы культуры к второстепенным, производным от основных факторов человеческого существования. Тем не менее, в своих трудах ими было проведено комплексное изучение различных явлений и процессов в области культуры, причины и условия её появления, а также путь её эволюционирования. Вышеупомянутые изыскания выстраиваются в отдельную теорию культуры которая, вдобавок, обладает своими характерными особенностями.
К. Маркс основывает культурное развитие на материальном производстве, и разделяет культуру на духовную и материальную стороны. Философ трактует культуру, как человеческую форму общественного богатства, которая является отделённой от форм вещественного или денежного капитала. Иными словами, капитал и культура представляют собой различные формы богатства. Также, следует отметить позицию Маркса о том, что богатство и культура создаются лишь трудом, и что особенно важно, именно общественным трудом.
Особенностью марксистской концепции культуры является нововведение в плане трактовки понятия культуры. Ранее, под культурой подразумевались плоды деятельности общества только в духовной области, а сама культура противопоставлялась природе. С точки зрения марксизма, общественная деятельность направлена на улучшение условий жизни человека и общества в тесной связи с природой. В результате, эволюция материального быта человека, прогресс в сфере экономических познаний, орудий труда определяют трансформацию всех сфер жизни и деятельности, в том числе и духовной.
Можно сделать вывод, что под культурой понимается не только духовная сторона жизни человека, но и весь объём его деятельности в рамках общества. В то же время в рамках данной концепции, культура не является лишь процессом создания духовных и материальных благ. Культура, в первую очередь, — это своего рода метаморфоза, в ходе которой человек создаёт самого себя; «культивирование всех свойств общественного человека и производство его как человека с возможно более богатыми свойствами и связями, а потому и потребностями, — производство человека как возможно более целостного и универсального продукта общества …».
При этом данный процесс происходит не в рабочее время, когда человек занимается общественным трудом. Речь идёт о труде и производстве в свободное время, объём которого характеризует экономический прогресс, благополучие общества, гражданскую активность, развитие в культурной и общественных сферах. Различного рода межличностные отношения должны быть основаны на свободном выборе индивидов, в них вступающих, и здесь основным условием их социализации становится именно культура и те её аспекты, которые они получают и впоследствии используют в повседневности.

## Анализ и критика марксистской концепции культуры

### Анализ
Трактование понятия культуры с точки зрения марксизма основано на изменении человека и условий его жизни в результате трудового процесса обмена между индивидом и природой, поскольку при создании нового материального мира путём улучшения предметов труда, человек создаёт и самого себя. Иначе говоря, человек является как субъектом, так и продуктом общественно-трудовой деятельности. Данный тезис позволяет сделать вывод, что культура основывается именно на общественно-трудовой деятельности.
Марксистская концепция культуры включает в себя утверждение о существовании материальной и духовной форм культуры, которые являются взаимосвязанными. В более ранних теориях, культура формируется только путём духовного производства, в то время как, марксистской теорией утверждается создание культуры в обеих сферах с доминирующей ролью материальной формы.

### Критика
Данная концепция культуры использует не совсем корректный методологический подход в понимании ценности отдельных культур. В марксизме в целом вся история человечества представляется как путь к коммунистическому обществу. В нём идеальному социальному устройству должно соответствовать и идеальное состояние культуры. Но марксистская концепция культуры рассматривает различные культуры лишь как временные, как этап к совершенству, и не особо значимые. Именно поэтому в рамках данной теории культуры исчезает интерес к ценности культурно-исторических типов.
Вдобавок, в марксизме культура относится к надстройке, то есть вторичному образованию, которая находится над совокупностью производственных отношений. То есть духовное производство рассматривается как порождение материального производства. Но такое понимание культуры в целом, роли и места в обществе можно назвать исключительно социологическим подходом к предмету.

## Марксистская концепция в массовой культуре
Будучи последователями марксизма, культурную концепцию продолжили развивать В. И. Ленин и Л. Д. Троцкий. В. И. Ленину приписывается фраза «Важнейшим из искусств для нас является кино!», которая была развита в статье Л. Д. Троцкого «Водка, церковь и кинематограф». В соответствии с теорией Троцкого, советским властям следует создать обширную сеть кинотеатров, которая должна заменить кабаки и церкви, ранее использованные властями для удержания народа в нужном состоянии. Лидеры советского коммунизма подразумевали кино в качестве одного из важнейших инструментов революции большевиков, которая распространялась и за переделы России, и, более того, отразилась в работах Голливудских и Французских мастеров кино.

## Использованные источники
- Введение в культурологию. Учебное пособие для ВУЗов (под ред. Попова Е. В) — М, 2007. — 366 с.
- Арнольдов А. И. Введение в культурологию.- М, 2007. — 248 с.
- Белик А. А. Культурология. Антропологические теории культур. — М., 2008. — 340 с.
- https://alexeitsvetkov.wordpress.com/2018/01/24/марксистская-теория-культуры-и-кино/
- https://www.e-reading.club/chapter.php/1046851/8/Trockiy_-_Problemy_kultury._Kultura_perehodnogo_perioda.html